# Многоборье МР-3

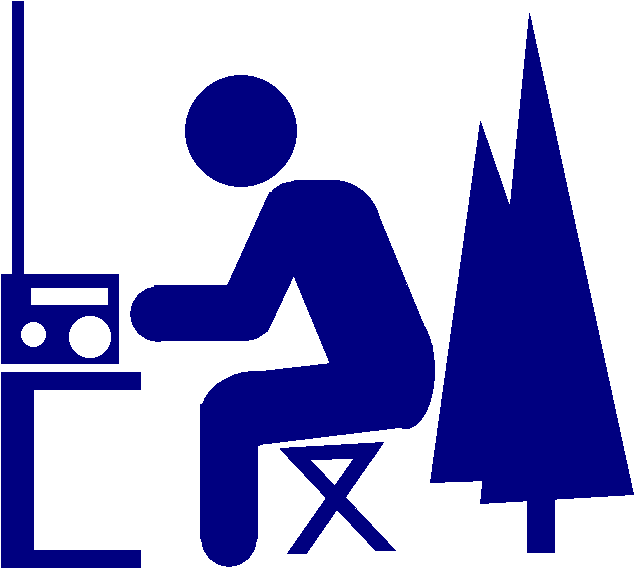
Логотип радиомногоборья.

Многоборье радистов (радиомногоборье, МР-3) — дисциплина радиоспорта. Номер-код спортивной дисциплины во Всероссийском реестре видов спорта — 1450021811Я.
Включает три вида программы:
- передачу кодом Морзе несмысловых буквенных и цифровых текстов с использованием телеграфного ключа,
- радиообмен (обмен радиограммами в радиосети с использованием кода Морзе и маломощных радиостанций),
- спортивное ориентирование (ориентирование на местности с использованием карты и магнитного компаса).

## О дисциплине
Своеобразие радиомногоборья как вида спорта заключается, прежде всего, в сочетании физических и интеллектуальных видов деятельности: в сочетании «макро»-координации движений бега по пересеченной местности или передвижения на лыжах в спортивном ориентировании на местности с тонкой координацией движений во время приема и передачи радиограмм азбукой Морзе, а также при радиообмене на радиостанциях.

### Передача радиограмм

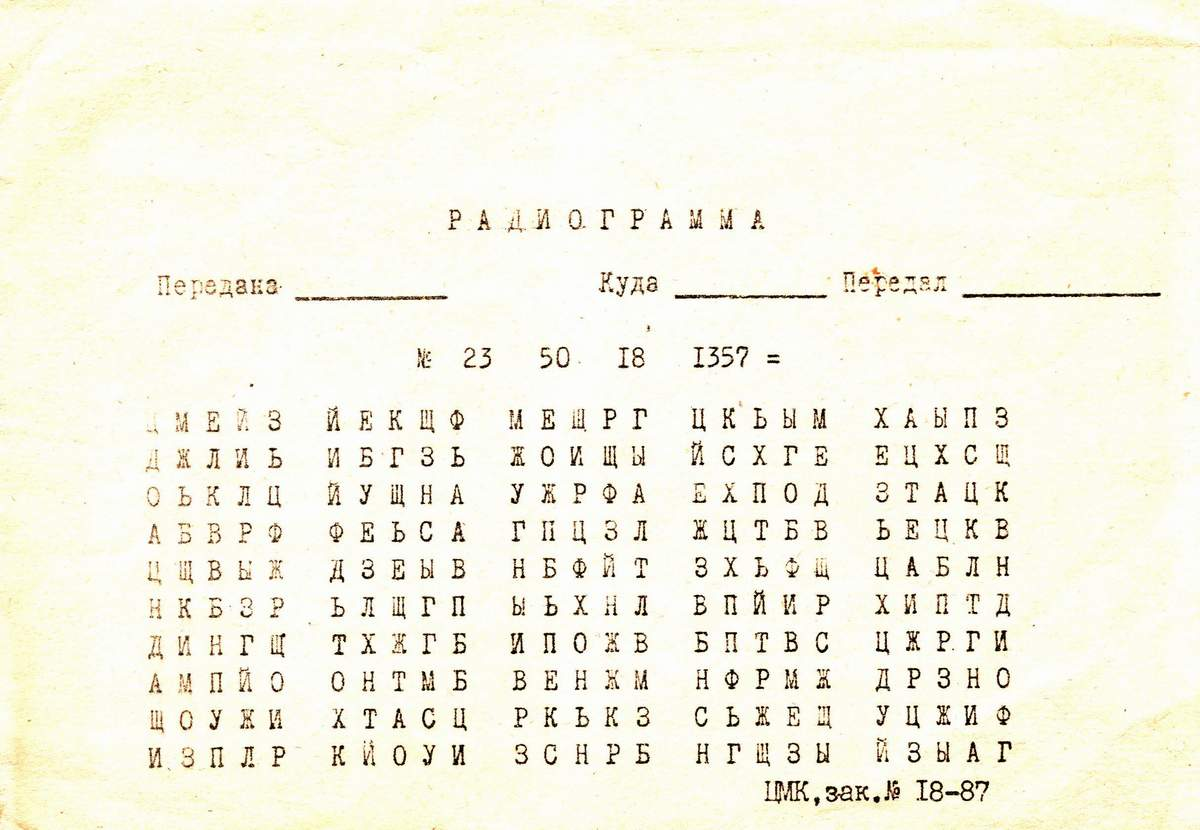
Буквенная радиограмма для передачи.

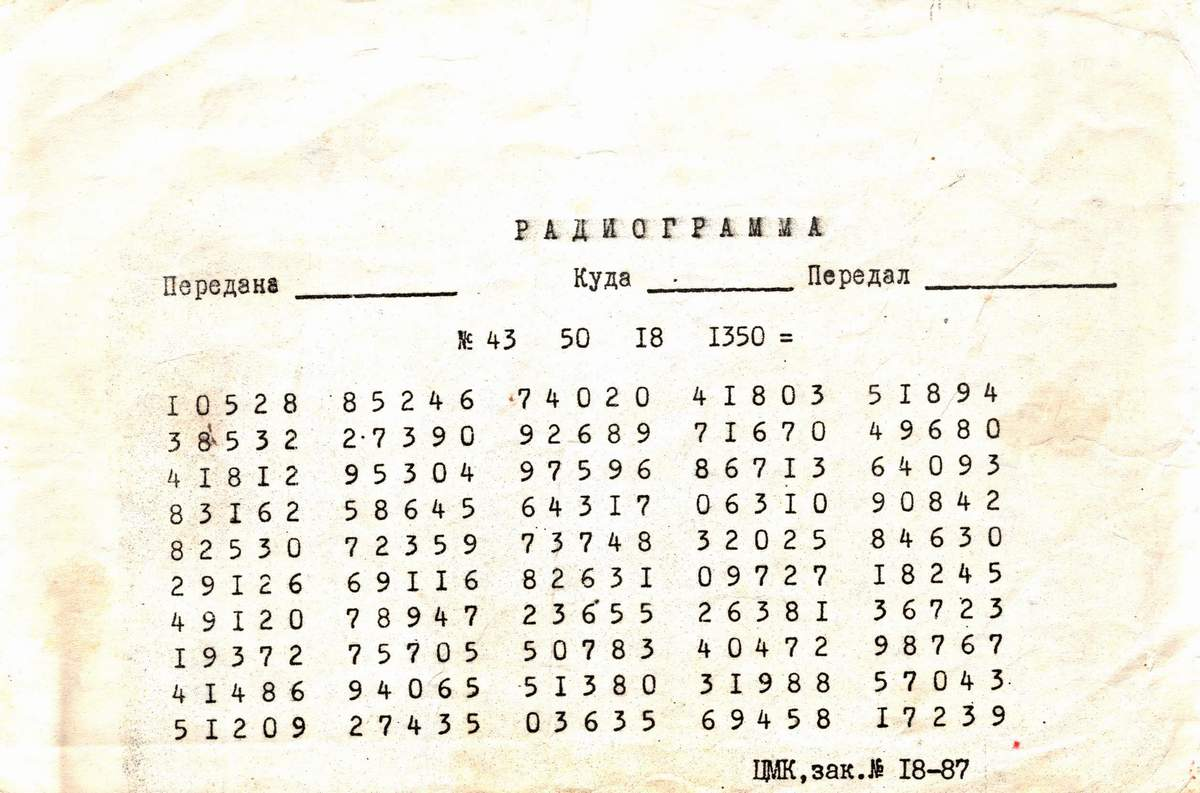
Цифровая радиограмма для передачи.

Правила выполнения упражнения в целом аналогичны принятым в скоростной радиотелеграфии. Передача ведется с помощью вертикального («простого») телеграфного ключа либо с помощью автоматического телеграфного ключа, однако в этом случае результат спортсмена корректируется понижающим коэффициентом. На выполнение упражнения отводится 5 минут, в которые входит время на подготовку (установка телеграфного ключа и его подключение, короткая предстартовая разминка). Во время упражнения должны быть переданы две радиограммы — несмысловая буквенная и цифровая. Каждая радиограмма передается в течение ровно одной минуты, скорость передачи определяется по количеству переданных знаков. Качество передачи радиограммы учитывается с помощью коэффициентов, выставляемых судьями. Коэффициент учитывает количество допущенных при передаче ошибок, количество замеченных самим спортсменом и исправленных самим спортсменом ошибок, а также ритмичность передачи. Значение коэффициента находится в пределах от 1.0 (безошибочная ритмичная передача) до 0.5, либо коэффициент равен нулю, если качество передачи неудовлетворительное.

### Радиообмен

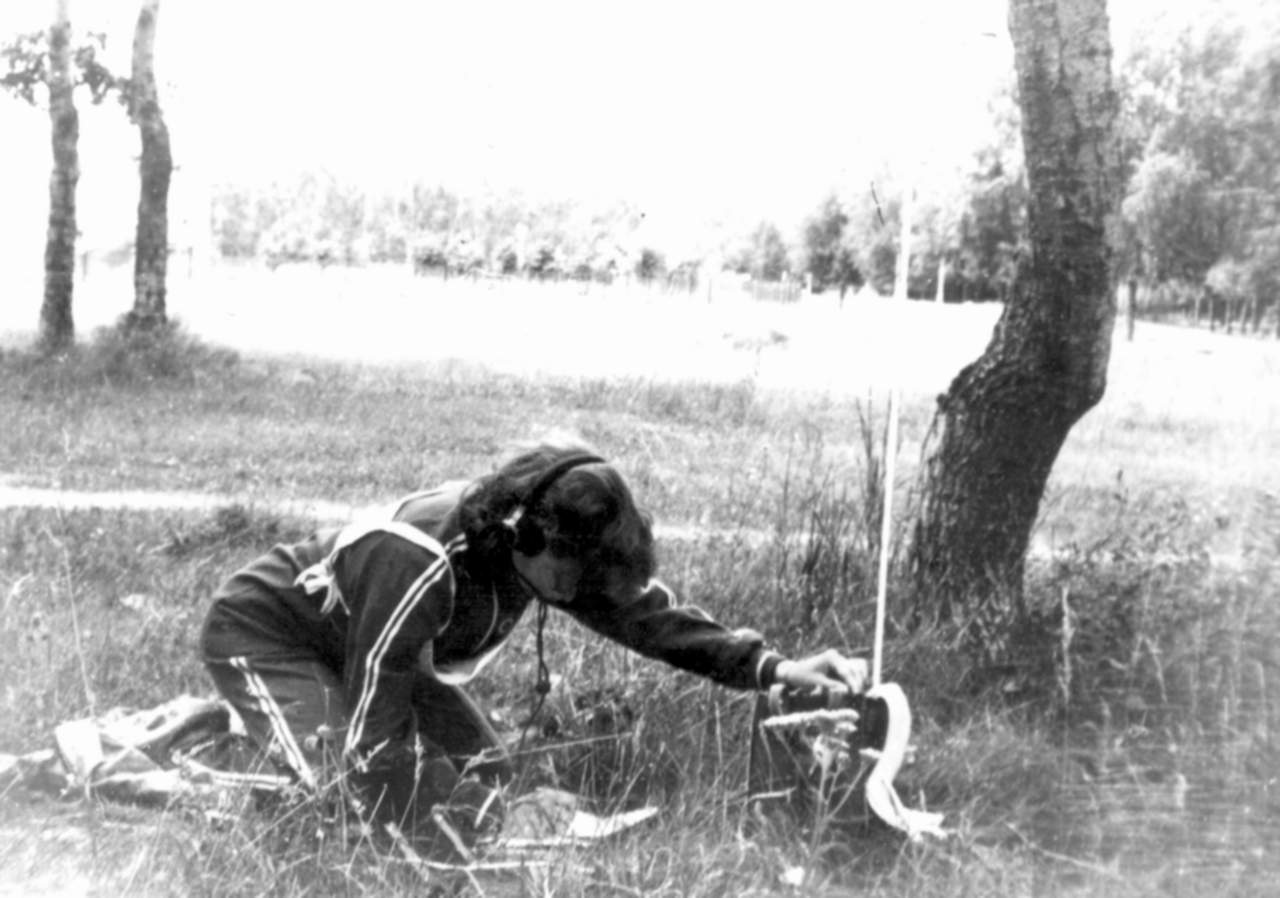
Спортсменка ведет радиообмен в сети. Первенство СССР среди школьников по радиоспорту, Беларусь, г. Гомель, 1989 г.

Радиообмен — передача и прием радиограмм в сети — проводится на открытой местности с использованием радиостанций "Лавина", радиолюбительских радиостанциях промышленного производства (ICOM IC-703, Yaesu FT-857 и др.) и самодельных радиостанциях, работающих в полосах радиочастот 1.83…1.95 МГц и 3.50…3.65 МГц. Ранее использовались также военные переносные радиостанции с подходящим диапазоном (Р-104 и др.) Вид работы — телеграфия (код Морзе). Состав команды — три спортсмена. Команды прибывают на соревнования со своими радиостанциями и средствами защиты от непогоды. Расстояние между радиостанциями одной команды 75…100 метров. Радиограммы — несмысловые, объём радиограмм для обмена составляет 30 групп.
Упражнение начинается по команде судьи. Спортсмены устанавливают радиосвязь между собой на указанной судьей радиочастоте, используя Q-код, после чего начинается передача радиограмм. Передача ведется вертикальным ключом. Радиограммы передаются по кругу: первый спортсмен передает полученную от судьи радиограмму второму спортсмену, второй спортсмен ведет прием. Прием ведется с записью рукой, для ускорения записи обычно используется замена. Затем второй спортсмен передает полученную от судьи радиограмму третьему спортсмену, третий — передает радиограмму первому. После этого спортсмены команды выполняют переход на частоту второго диапазона, указанную судьей, и цикл передачи радиограмм повторяется. Таким образом, по кругу передаются шесть радиограмм. Принятые радиограммы оформляются в соответствии с установленными требованиями и сдаются судье на проверку. Судья фиксирует время, затраченное командой на радиообмен.
Штрафные очки начисляются: за каждую ошибку в тексте радиограммы, за ошибку или пропуск знака в заголовке, за неправильное оформление бланков радиограмм, в том числе, за расхождение во времени принятой радиограммы с исходящей более чем на две минуты, за непринятую радиограмму. Каждый из спортсменов команды получает за радиообмен одинаковое число очков. Для этого из очков, начисленных команде за время, затраченное на радиообмен, вычитаются все штрафные очки, полученные всеми членами команды, и результат делится на три. Десятые доли округляются в пользу спортсмена.

### Спортивное ориентирование
Упражнение по спортивному ориентированию проводится в заданном направлении. Длина дистанции и количество контрольных пунктов (КП): для мужчин — 9…10 км и 10…16 КП, для женщин и юношей — 5…7 км и 7…10 КП, для девушек — 4…6 км и 7…8 КП.
Спортсмену требуется передвигаться по незнакомой местности, пользуясь картой и магнитным компасом, на максимально возможной скорости. При этом нужно постоянно знать своё местонахождение, чтобы принимать оптимальное решение по выбору дальнейшего пути. Эффективная деятельность возможна при хорошо развитом абстрактном мышлении, позволяющем сличать «набегающую» местность с картой во время движения. В случае возникновения несоответствия местности и карты нужно суметь быстро определить своё местоположение, понять, куда отклонился от выбранного маршрута.

## Качества, необходимые спортсмену-радиомногоборцу
Радиомногоборцу необходима высокая скорость передачи кода Морзе телеграфным или электронным ключом, для чего требуется хорошее состояние кожно-суставного и мышечно-связочного аппарата, а также слабая нервная система, задающая высокую частоту движений с преобладанием возбуждения в двигательном аппарате. Высокие подвижность и лабильность нервной системы, распределение и концентрация внимания обеспечивают быструю и безошибочную шифрацию букв и цифр печатного текста в сигналы кода Морзе при передаче радиограмм, а также контроль качества и скорости передачи, то есть оперативного контроля передачи и исправления ошибок. Высокая чувствительность слабой нервной системы, высокие подвижность и лабильность необходимы при приеме азбуки морзе на высокой скорости, в процессе которого необходимо быстро дешифровать звуковой сигнал кода Морзе в буквы и цифры и успевать записывать их рукой. Большие требования к подвижности, лабильности, чувствительности нервных процессов предъявляются во время радиообмена, где нужно быстро и четко настроить радиостанцию на нужную частоту, с высокой скоростью и хорошим качеством передать радиограмму, безошибочно принять радиограмму, не обращая внимания на шум эфира и отвлекающие факторы, а также четко среагировать и эффективно действовать при возможном возникновении нештатной ситуации (запрос абонента на повторную передачу отдельных групп из-за пропусков при приеме, собственные ошибки в приеме и их исправление, возникновение или усиление помех в эфире и др.).